# 東経168度線
東経168度線（とうけい168どせん）は、本初子午線面から東へ168度の角度を成す経線である。北極点から北極海、アジア、太平洋、ニュージーランド、南極海、南極大陸を通過して南極点までを結ぶ。
東経168度線は、西経12度線と共に大円を形成する。

## 通過する地域一覧
東経168度線は、北極点から南極点まで南に向かって以下の場所を通っている。
| 地理座標                                               | 国土・領土・領海 | 備考 |
| ------------------------------------------------------ | ---------------- | --- |
| 北緯90度0分 東経168度0分 / 北緯90.000度 東経168.000度  | 北極海           | |
| 北緯74度25分 東経168度0分 / 北緯74.417度 東経168.000度 | 東シベリア海     | |
| 北緯69度56分 東経168度0分 / 北緯69.933度 東経168.000度 | ロシア           | アイオン島、本土 |
| 北緯60度32分 東経168度0分 / 北緯60.533度 東経168.000度 | ベーリング海     | |
| 北緯54度34分 東経168度0分 / 北緯54.567度 東経168.000度 | ロシア           | メードヌイ島 |
| 北緯54度32分 東経168度0分 / 北緯54.533度 東経168.000度 | 太平洋           | クェゼリン環礁（ マーシャル諸島、北緯8度54分 東経167度47分 / 北緯8.900度 東経167.783度）の東を通過 |
| 北緯8度11分 東経168度0分 / 北緯8.183度 東経168.000度   | マーシャル諸島   | ナムー環礁 |
| 北緯8度7分 東経168度0分 / 北緯8.117度 東経168.000度    | 太平洋           | ナモリック環礁（ マーシャル諸島、北緯5度38分 東経168度5分 / 北緯5.633度 東経168.083度）の西を通過 |
| 南緯14度12分 東経168度0分 / 南緯14.200度 東経168.000度 | 珊瑚海           | メレラヴァ島（ バヌアツ、南緯14度25分 東経168度1分 / 南緯14.417度 東経168.017度）の西を通過 マエウォ島（英語版）（ バヌアツ、南緯14度55分 東経168度5分 / 南緯14.917度 東経168.083度）の西を通過                                                                                      |
| 南緯15度17分 東経168度0分 / 南緯15.283度 東経168.000度 | バヌアツ         | アオバ島（英語版） |
| 南緯15度19分 東経168度0分 / 南緯15.317度 東経168.000度 | 珊瑚海           | ペンテコスト島（英語版）（ バヌアツ、南緯16度40分 東経168度6分 / 南緯16.667度 東経168.100度）の西を通過 |
| 南緯16度12分 東経168度0分 / 南緯16.200度 東経168.000度 | バヌアツ         | アンブリム島 |
| 南緯16度19分 東経168度0分 / 南緯16.317度 東経168.000度 | 珊瑚海           | マレクラ島（ バヌアツ、南緯16度28分 東経167度49分 / 南緯16.467度 東経167.817度）の東を通過 エピ島（英語版）（ バヌアツ、南緯16度41分 東経168度7分 / 南緯16.683度 東経168.117度）の西を通過 エファテ島（ バヌアツ、南緯17度42分 東経168度9分 / 南緯17.700度 東経168.150度）の西を通過 |
| 南緯21度27分 東経168度0分 / 南緯21.450度 東経168.000度 | ニューカレドニア | マレ島（英語版） |
| 南緯21度39分 東経168度0分 / 南緯21.650度 東経168.000度 | 太平洋           | ノーフォーク島（南緯29度0分 東経168度1分 / 南緯29.000度 東経168.017度）の西を通過 |
| 南緯44度19分 東経168度0分 / 南緯44.317度 東経168.000度 | ニュージーランド | 南島 |
| 南緯46度23分 東経168度0分 / 南緯46.383度 東経168.000度 | フォーボー海峡   | |
| 南緯46度46分 東経168度0分 / 南緯46.767度 東経168.000度 | ニュージーランド | スチュアート島 |
| 南緯47度7分 東経168度0分 / 南緯47.117度 東経168.000度  | 太平洋           | |
| 南緯60度0分 東経168度0分 / 南緯60.000度 東経168.000度  | 南極海           | |
| 南緯71度8分 東経168度0分 / 南緯71.133度 東経168.000度  | 南極大陸         | ロス海属領 - ニュージーランドが領有権主張 |
| 南緯73度33分 東経168度0分 / 南緯73.550度 東経168.000度 | 南極海           | ロス海 |
| 南緯77度25分 東経168度0分 / 南緯77.417度 東経168.000度 | 南極大陸         | ロス海属領 - ニュージーランドが領有権主張 |